# Frode Sørensen (politiker)
Frode Sørensen, född 21 januari 1946 i Toftlund, är en dansk socialdemokratisk politiker. Han var folketingsledamot 1998-2007 och Danmarks skatteminister 21 december 2000 till 27 november 2001. Han har även varit ledamot i Sønderborgs kommunfullmäktige 1994-1998 och igen sedan 2009.
Frode Sørensen är son till skräddaren Laurits Sørensen och bokhållaren Mette Margrethe Sørensen. Han tog realexamen 1960 och var sedan lärling på sparbanken i Toftlund (1963–1967). Han var sedan assistent på sparbank i Aabenraa (1968–1971), sparbanksfullmäktig i Sønderborg (1971–1976), expeditionschef (1976–1981), kontorschef (1981–1993) och sedan bankfilialchef i Guderup (1993–1998).
Sørensens politiska karriär började 1994 då han blev invald i Sønderborgs kommunfullmäktige. Han var bland annat ordförande av kulturnämnden (1994–1998). Han blev invald i Folketinget och var ledamot i bland annat näringsutskottet, kyrkoutskottet och utbildningsutskottet. Han var partiets näringspolitiska talesperson (1998–2000) och medverkade bland annat i förhandlingarna om nya regler för butikernas öppningstider. Han lämnade dessa uppdrag när han utsågs till Danmarks skatteminister i en regeringsombildning i december 2000. 
Som skatteminister tillsatte han bland annat en utredning, bestående av oberoende experter, som skulle undersöka möjligheterna för en framtida skattereform. Sørensen mötte skarp kritik från båda politiska blocken i Folketinget efter att han föreslagit att köpare av svartarbete skulle kriminaliseras i lag. Han lade fram detta förslag mot bakgrund av tal från Rockwool Fonden, som uppskattade att svartarbete omsatte 34 miljarder danska kronor. Han fick endast odelat positivt stöd från Socialistisk Folkeparti.
Sørensen avgick som minister 27 november 2001 efter att regeringen förlorade valet. Han återvände som ordinarie ledamot i Folketinget och var bland annat ordförande i skatteutskottet (2005–2006), dansk delegat i Nordiska rådet (2001–2007) och ledamot i utskottet för Sydslesvig (2001–2007). Han lämnade Folketinget efter valet 2007 och är sedan 2009 åter ledamot i Sønderborgs kommunfullmäktige.

## Styrelseuppdrag
- Vice ordförande i Finanssektorens Pensionskasse (1993-2000)
- Ordförande av Danske Sparekassefunktionærers Landsforening (1983-1992)
- Styrelseledamot i Sønderborg Handelsskole (1991-2000)
- Ordförande av Röda Korset i Sønderborg (1995-2000)
- President för Nordiske Bankfunktionærers Union (1989-1992)
- 1:e vice ordförande i Finansforbundet (1991-1992)
- Styrelseledamot i Nordiska Kulturfonden (2003-)
- Ordförande i Foreningen Norden (2003-)